# تاکه‌شی اوراتا
تاکه‌شی اوراتا (انگلیسی: Takeshi Urata؛ زاده ۱ ژانویه ۱۹۴۷ درگذشته ۱۵ دسامبر ۲۰۱۲) یک ستاره‌شناس اهل ژاپن بود.